# São Gabriel (Rio Grande do Sul)
São Gabriel is een gemeente in de Braziliaanse deelstaat Rio Grande do Sul. De gemeente telt 59.337 inwoners (schatting 2009).

## Aangrenzende gemeenten
De gemeente grenst aan Cacequi, Dilermando de Aguiar, Dom Pedrito, Lavras do Sul, Rosário do Sul, Santa Margarida do Sul, Santa Maria, São Sepé en Vila Nova do Sul.

## Verkeer en vervoer
De plaats ligt aan de wegen BR-290, BR-473 en RS-630.

## Geboren
- Hermes da Fonseca (1855-1923), president van Brazilië (1910-1914)